# Tiro ai Giochi della XXX Olimpiade - Carabina 50 metri 3 posizioni maschile
La gara di carabina 50 metri 3 posizioni maschile dei Giochi della XXX Olimpiade si è svolta il 6 agosto 2012.

## Formato
L'evento si articola in due fasi: un turno di qualificazione e la finale.
Nella qualificazione, ogni atleta spara 120 colpi, 40 in ognuna delle tre posizioni (sdraiato, in piedi, in ginocchio); in ognuno di essi, il punteggio varia da 0 a 10 (con incrementi di 1) a seconda della distanza dal centro del bersaglio. I primi 8 tiratori accedono alla finale.
Nella finale, ogni atleta spara 10 colpi addizionali, tutti dalla posizione in piedi, il cui punteggio ha un incremento di 0,1 (con un massimo di 10,9); il punteggio finale considera tutti i 130 colpi sparati.

## Record
Prima della competizione, i record olimpici e mondiali erano i seguenti:
| Qualificazione  | Qualificazione               | Qualificazione      | Qualificazione              | Qualificazione    |
| --------------- | ---------------------------- | ------------------- | --------------------------- | ----------------- |
| Record mondiale | Rajmond Debevec\| (Slovenia) | 1186                | Monaco di Baviera, Germania | 29 agosto 1992    |
| Record olimpico | Rajmond Debevec (Slovenia)   | 1177                | Sydney, Australia           | 23 settembre 2000 |
| Intera gara     |                              |                     |                             |                   |
| Record mondiale | Rajmond Debevec\| (Slovenia) | 1287,9 (1186+101,9) | Monaco di Baviera, Germania | 29 agosto 1992    |
| Record olimpico | Rajmond Debevec (Slovenia)   | 1275,1 (1177+98,1)  | Sydney, Australia           | 23 settembre 2000 |

## Programma
| Data          | Ora (BST/UTC+1) | Turno          |
| ------------- | --------------- | -------------- |
| 6 agosto 2012 | 9:00            | Qualificazioni |
| 6 agosto 2012 | 13:45           | Finale         |

## Turno di qualificazione
| Pos. | Atleta              | Nazione              | Sdraiato | In piedi | In ginocchio | Totale | Note               |
| ---- | ------------------- | -------------------- | -------- | -------- | ------------ | ------ | ------------------ |
| 1    | Niccolò Campriani   | Italia               | 396      | 390      | 394          | 1180   | Q,                 |
| 2    | Matthew Emmons      | Stati Uniti          | 396      | 386      | 390          | 1172   | Q                  |
| 3    | Cyril Graff         | Francia              | 395      | 385      | 391          | 1171   | Q                  |
| 4    | Jury Ščarbacevič    | Bielorussia          | 399      | 380      | 392          | 1171   | Q                  |
| 5    | Kim Jong-Hyun       | Corea del Sud        | 396      | 385      | 390          | 1171   | Q                  |
| 6    | Zhu Qinan           | Cina                 | 392      | 390      | 388          | 1170   | Q                  |
| 7    | Ole Kristian Bryhn  | Norvegia             | 397      | 385      | 387          | 1169   | Q                  |
| 8    | Péter Sidi          | Ungheria             | 394      | 389      | 385          | 1168   | Q, Shoot-off: 48.2 |
| 9    | Han Jin-Seop        | Corea del Sud        | 398      | 378      | 392          | 1168   | Shoot-off: 48.1    |
| 10   | Artur Ajvazjan      | Ucraina              | 397      | 383      | 388          | 1168   | Shoot-off: 47.8    |
| 11   | Marcel Bürge        | Svizzera             | 397      | 384      | 387          | 1168   | Shoot-off: 45.9    |
| 12   | Thomas Farnik       | Austria              | 394      | 382      | 391          | 1167   |                    |
| 13   | Valérian Sauveplane | Francia              | 394      | 382      | 391          | 1167   |                    |
| 14   | Serhij Kuliš        | Ucraina              | 390      | 387      | 389          | 1166   |                    |
| 15   | Marco De Nicolo     | Italia               | 394      | 380      | 391          | 1165   |                    |
| 16   | Artëm Chadžibekov   | Russia               | 399      | 377      | 389          | 1165   |                    |
| 17   | Vital' Bubnovič     | Bielorussia          | 396      | 380      | 388          | 1164   |                    |
| 18   | Denis Sokolov       | Russia               | 396      | 375      | 393          | 1164   |                    |
| 19   | Simon Beyeler       | Svizzera             | 394      | 379      | 391          | 1164   |                    |
| 20   | Gagan Narang        | India                | 398      | 377      | 389          | 1164   |                    |
| 21   | Maik Eckhardt       | Germania             | 397      | 382      | 384          | 1163   |                    |
| 22   | Are Hansen          | Norvegia             | 397      | 382      | 384          | 1163   |                    |
| 23   | Nemanja Mirosavljev | Serbia               | 392      | 379      | 391          | 1162   |                    |
| 24   | Anton Rizov         | Bulgaria             | 395      | 378      | 389          | 1162   |                    |
| 25   | James Huckle        | Gran Bretagna        | 392      | 384      | 386          | 1162   |                    |
| 26   | Sanjeev Rajput      | India                | 395      | 378      | 388          | 1161   |                    |
| 27   | Rajmond Debevec     | Slovenia             | 395      | 378      | 388          | 1161   |                    |
| 28   | Peter Hellenbrand   | Paesi Bassi          | 395      | 385      | 380          | 1160   |                    |
| 29   | Lan Xing            | Cina                 | 397      | 378      | 384          | 1159   |                    |
| 30   | Jason Parker        | Stati Uniti          | 398      | 383      | 380          | 1159   |                    |
| 31   | Jozef Gönci         | Slovacchia           | 395      | 381      | 381          | 1157   |                    |
| 32   | Daniel Brodmeier    | Germania             | 398      | 374      | 384          | 1156   |                    |
| 33   | Bayaraa Nyantai     | Mongolia             | 393      | 382      | 379          | 1154   |                    |
| 34   | Václav Haman        | Rep. Ceca            | 395      | 374      | 384          | 1153   |                    |
| 35   | Bojan Durković      | Croazia              | 396      | 369      | 387          | 1152   |                    |
| 36   | Javier López        | Spagna               | 396      | 375      | 380          | 1151   |                    |
| 37   | Dane Sampson        | Australia            | 392      | 381      | 378          | 1151   |                    |
| 38   | Nedžad Fazlija      | Bosnia ed Erzegovina | 392      | 372      | 385          | 1149   |                    |
| 39   | Midori Yajima       | Giappone             | 394      | 367      | 387          | 1148   |                    |
| 40   | Ruslan Ismailov     | Kirghizistan         | 392      | 376      | 378          | 1146   |                    |
| 41   | Jonathan Hammond    | Gran Bretagna        | 395      | 361      | 386          | 1142   |                    |

## Finale
| Pos. | Atleta             | Qual. | 1    | 2    | 3    | 4    | 5    | 6    | 7    | 8    | 9    | 10   | Finale | Totale |
| ---- | ------------------ | ----- | ---- | ---- | ---- | ---- | ---- | ---- | ---- | ---- | ---- | ---- | ------ | ------ |
|      | Niccolò Campriani  | 1180  | 10.2 | 9.3  | 9.7  | 9.1  | 10.7 | 9.9  | 10.4 | 10.5 | 9.7  | 9.0  | 98.5   | 1278.5 |
|      | Kim Jong-Hyun      | 1171  | 10.3 | 10.7 | 9.4  | 10.2 | 10.6 | 10.0 | 10.3 | 10.1 | 9.5  | 10.4 | 101.5  | 1272.5 |
|      | Matthew Emmons     | 1172  | 9.2  | 9.8  | 10.1 | 10.5 | 10.4 | 9.9  | 10.7 | 10.6 | 10.5 | 7.6  | 99.3   | 1271.3 |
| 4    | Cyril Graff        | 1171  | 10.1 | 9.9  | 10.3 | 9.7  | 9.4  | 10.1 | 9.9  | 9.9  | 10.3 | 10.4 | 100.0  | 1271.0 |
| 5    | Zhu Qinan          | 1170  | 10.1 | 10.2 | 9.4  | 10.8 | 10.3 | 10.3 | 9.4  | 9.9  | 10.3 | 9.5  | 100.2  | 1270.2 |
| 6    | Péter Sidi         | 1168  | 10.5 | 9.8  | 10.6 | 9.3  | 9.7  | 10.0 | 10.1 | 10.2 | 10.2 | 10.6 | 101.0  | 1269.0 |
| 7    | Ole Kristian Bryhn | 1169  | 10.7 | 9.9  | 9.8  | 8.1  | 10.4 | 8.8  | 9.7  | 10.7 | 10.5 | 10.2 | 98.8   | 1267.8 |
| 8    | Jury Ščarbacevič   | 1171  | 9.0  | 10.6 | 9.6  | 9.5  | 9.5  | 8.8  | 9.4  | 10.7 | 9.7  | 9.5  | 96.3   | 1267.3 |